# District de Kwekwe
Le district de Kwekwe est une subdivision administrative de second ordre de la province des Midlands au Zimbabwe. Son centre administratif est Kwekwe.

## Démographie
Le recensement de 2022 comptabilise 197 062 habitants ruraux et 119 863 urbains.